# María Quintanal
María Quintanal Zubizarreta (17 dicembre 1969) è un'ex tiratrice a volo spagnola.

## Palmarès

### Olimpiadi
- 1 medaglia:
  - 1 argento (Atene 2004 nella fossa olimpica)